# La Vie de Jésus
La vie de Jésus és el primer llargmetratge de 1997 del director Bruno Dumont. Va ser el guanyador del Premi Sutherland del BFI, el Premi Jean-Vigo i el descobriment europeu de l'any als Premis del Cinema Europeu, així com el menció especial per a Camera d'Or a Canes. Ambientada a la ciutat de Bailleul, la pel·lícula fa una mirada desolada a la vida d'una adolescent aturada amb dificultats d'aprenentatge que cau en la violació i l'assassinat. L'elecció del títol de la pel·lícula no s'explica.

## Argument
Freddy és un jove epilèptic a l'atur, que viu amb la seva mare que regenta un petit bar i dorm quan pot amb la seva xicota Marie, que treballa en un supermercat. Quan no va a l'hospital, es troba amb quatre nois a l'atur (el sisè membre de la colla està a l'hospital morint de sida). Els cinc són membres d'una banda de música masculina que té una secció de majorettes exclusivament femenina i, després d'un assaig, violen en grup una de les noies. El seu pare els denuncia públicament com a violadors covards. Marie, disgustada pel comportament d'en Freddy, accepta els avenços de Kader, d'una família nord-africana. Els cinc segresten en Kader i en Freddy el mata a puntades. L'inspector de policia el denuncia com un assassí racista covard.

## Repartiment
- David Douche : Freddy
- Marjorie Cottreel : Marie
- Geneviève Cottreel : Yvette, la mare de Freddy
- Kader Chaatouf : Kader
- Sébastien Delbaere : Gégé
- Sébastien Bailleul : Quinquin
- Samuel Boidin : Michou
- Steve Smagghe : Robert
- Suzanne Berteloot : l'infermera
- Rachid Amenzou : l'amic de Kader
- Karim Alouache : le jeune du rond point
- Fu'ad Aït Aattou : el jove rocker

## Producció
El director Bruno Dumont va confirmar que els actors porno es van utilitzar en l'escena de sexe no simulada entre els personatges de Freddy i Marie. "Els actors principals van ser substituïts per doblers corporals. No em va agradar, cap a ells. Si ells haguessin acceptat, ho hauria fet. Avui no ho faria. En totes les meves altres pel·lícules, tot és fals, és cinema", va dir.

## Reconeixements
- Premi Jean-Vigo 1997[5]
- Premi del Cinema Europeu al descobriment europeu de l'any als 10ns Premis del Cinema Europeu[6]
- Seleccionat a la secció Quinzena de Cineastes al 50è Festival Internacional de Cinema de Canes
- Nominat al Gran Premi de la Unió de Crítics de Cinema 1998
- Palmera d'Or a la XVIII edició de la Mostra de València de 1997[7]
- Premi d'ajuda a la creació de la Fundació Gan pel cinema 1995
- En selecció al Festival des Busters 2017
- Premi Michel-Simon 1998 per a Marjorie Cottreel

## Estrena en vídeo domèstic
- La vie de Jésus - Edició de la sèrie Masters of Cinema aprovada pel director - Publicada al Regne Unit el 21 de juliol de 2008
- La vie de Jésus - edició especial aprovada pel director en formats Blu-Ray i DVD, publicada per la col·lecció Criterion el 2019.[8]